# Zoë Saldaña
Zoe Saldana-Perego, nascida Zoë Yadira Saldaña Nazario (Passaic, 19 de junho de 1978), é uma atriz americana. Após apresentações com o grupo de teatro Faces, ela fez sua estreia nas telas em um episódio de Law & Order do ano de 1999. Sua carreira no cinema iniciou um ano depois com o filme Center Stage (2000), seguido por Crossroads (2002). Seu primeiro papel de destaque foi o de "Anamaria" em Piratas do Caribe: A Maldição do Pérola Negra (2003).
O grande momento de Saldaña veio em 2009, com os papéis de Nyota Uhura em Star Trek e Neytiri em Avatar (2009) de James Cameron. Saldaña continuou sua carreira de sucesso com filmes como Colombiana (2011), Star Trek Into Darkness (2013), Guardiões da Galáxia (2014), Guardiões da Galáxia Vol. 2 (2017), Vingadores: Guerra Infinita (2018), Vingadores: Ultimato (2019) e Guardiões da Galáxia Vol.3 (2023). É a única atriz a estar presente nos 2 filmes de maior bilheteria da história, sendo Vingadores: Ultimato (2019) e Avatar (2009).

## Biografia
Saldaña é de ascendência porto-riquenha e dominicana. Passou boa parte de sua infância na República Dominicana antes de retornar aos Estados Unidos para perseguir uma chance na carreira artística. Zoe inscreveu-se em aulas de balé em uma das mais prestigiadas escolas de dança da República Dominicana, ganhando experiência como bailarina, o que a beneficiou mais tarde por seu papel no Center Stage. Ela retornou para os Estados Unidos após seu segundo ano no Teatro Faces Program, um curso de aprimoramento.

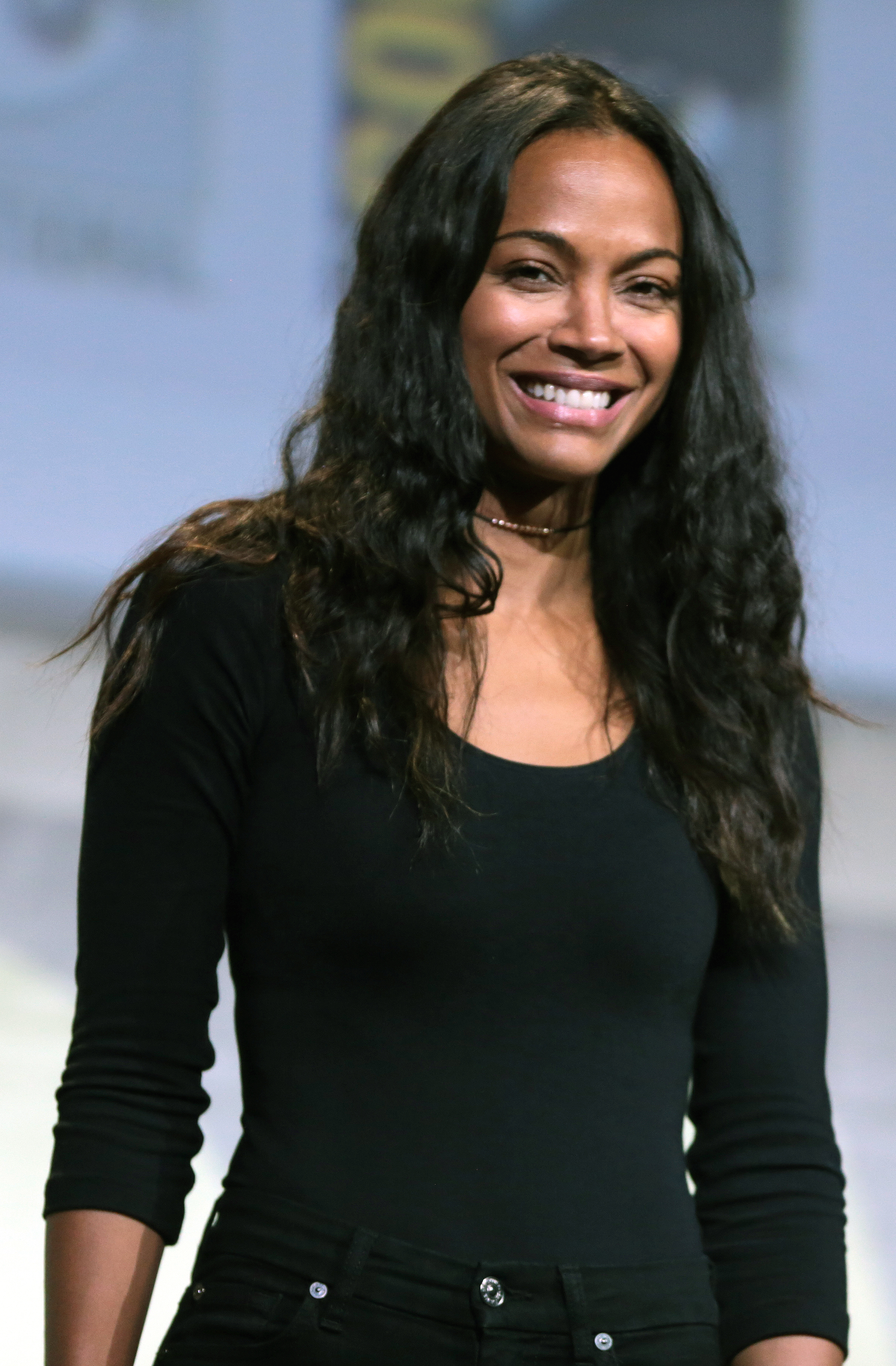
Na Comic-Con 2016.

Saldaña ainda era um membro do curso, quando ela teve sua primeira experiência na tela em um episódio de Law & Order, que foi ao ar em 1999. Ela deixou a escola depois de sua estreia em Center Stage (2000), que posteriormente levou a aparições no filme de Britney Spears, Crossroads (2002), e no drama Drumline (2002).
Ela fez a pirata Anamaria no filme de 2003 Piratas do Caribe: A Maldição do Pérola Negra, e já apareceu em vários programas de televisão e filmes, incluindo The Terminal (2004) e Guess Who (2005).
Saldaña também participou do videoclipe do cantor Juan Luis Guerra, "La música llave de mi corazón", e interpretou Uhura em 2009 no filme Star Trek. Recentemente, ela interpretou Neytiri, a princesa Na'vi, em Avatar de James Cameron (2009). Interpretou Lily em 2010 no filme Takers onde faz par romântico com Michael Ealy, contracenando junto com Chris Brown, Paul Walker, T.I. Em 2014 reprisou Gamora em Guardians of the Galaxy em 2018 no filme Avengers: Infinity War e novamente em Guardiões da Galáxia Vol.3 em 2023.
Saldaña tem um grande interesse em moda e tem sua própria linha chamado Arasmaci, onde a maioria de seus desenhos são influenciados pela sua herança Dominicana.
Seu pai morreu em um acidente de carro na cidade de Bonao, República Dominicana, a cerca de uma hora de Santo Domingo. Enquanto dirigia um Honda Accord verde, a caminho de Fantino La Piña, seu pai perdeu o controle do carro e atingiu um comboio. Seu irmão saiu ileso deste acidente.
Em 2019, Saldaña se tornou a primeira mulher da história a estrelar três filmes com mais de US$ 2 bilhões, em Avatar, Vingadores: Guerra Infinita e Vingadores: Ultimato.
No dia 02 de março de 2025 se tornou a Primeira Atriz de origem dominicana a Vencer o Oscar de Atriz Coadjuvante por Emília Perez.

## Vida pessoal
Em 2012 iniciou um romance com o ator Bradley Cooper já nas filmagens do filme As Palavras, o namoro durou três meses, sendo terminado pouco antes do Natal no mesmo ano. Os dois tentaram reatar o namoro duas vezes, mas desistiram alegando que os compromissos estavam dificultando o relacionamento. Zoë é casada com o estilista Marco Perego com quem tem 3 filhos: Os gêmeos Bowie Ezio Perego-Saldana e Cy Aridio Perego-Saldana, que nasceram em 2014, e o mais novo, Zen que nasceu em 2017.[carece de fontes?]

## Filmografia
| Ano  | Título (original)                                      | Título em português                           | Papel                   |
| ---- | ------------------------------------------------------ | --------------------------------------------- | ----------------------- |
| 2000 | Center Stage                                           | Sob a Luz da Fama                             | Eva Rodriguez           |
| 2001 | Snipes                                                 |                                               | Cheryl                  |
| 2001 | Get Over It                                            | Volta por cima                                | Maggie                  |
| 2002 | Drumline                                               | Ritmo Total                                   | Laila                   |
| 2002 | Crossroads                                             | Crossroads - Amigas para Sempre               | Kit                     |
| 2003 | Pirates of the Caribbean: The Curse of the Black Pearl | Piratas do Caribe: A Maldição do Pérola Negra | Anamaria                |
| 2004 | Temptation                                             |                                               | Annie                   |
| 2004 | Haven                                                  |                                               | Andrea                  |
| 2004 | The Terminal                                           | O Terminal                                    | Officer Torres          |
| 2005 | La Maldición del padre Cardona                         |                                               | Flor                    |
| 2005 | Dirty Deeds                                            |                                               | Rachel Buff             |
| 2005 | Guess Who                                              | A Família da Noiva                            | Theresa Jones           |
| 2006 | Premium                                                |                                               | Charli                  |
| 2006 | Ways of the Flesh                                      |                                               | Donna                   |
| 2007 | After Sex                                              |                                               | Kat                     |
| 2007 | Blackout                                               |                                               | Claudine                |
| 2007 | Constellation                                          |                                               | Rosa Boxer              |
| 2008 | Vantage Point                                          | Ponto de Vista                                | Angie Jones             |
| 2008 | The Skeptic                                            |                                               | Cassie                  |
| 2009 | Avatar                                                 | Avatar                                        | Neytiri Nazachema       |
| 2009 | Star Trek                                              | Star Trek                                     | Uhura                   |
| 2010 | Death at a Funeral                                     | Morte no Funeral                              | Elaine                  |
| 2010 | The Losers                                             | Os Perdedores                                 | Aisha al-Fadhil         |
| 2010 | Takers                                                 | Ladrões                                       | Lily                    |
| 2011 | Colombiana                                             | Em busca de vingança                          | Cattleya                |
| 2012 | The Words                                              | As Palavras                                   | Dora Jansen             |
| 2013 | Star Trek Into Darkness                                | Além da Escuridão - Star Trek                 | Uhura                   |
| 2013 | Out of the Furnace                                     | Tudo Por Justiça                              | Lena Taylor             |
| 2013 | Blood Ties                                             | Laços de Sangue                               | Vanessa                 |
| 2014 | Infinitely Polar Bear                                  | Sentimentos Que Curam                         | Maggie                  |
| 2014 | Guardians of the Galaxy                                | Guardiões da Galáxia                          | Gamora                  |
| 2014 | Rosemary's Baby                                        | O Bebê de Rosemary                            | Rosemary                |
| 2014 | The Book of Life                                       | Festa no Céu                                  | Maria (voz)             |
| 2016 | Nina                                                   | Nina                                          | Nina Simone             |
| 2016 | Star Trek Beyond                                       | Star Trek: Sem Fronteiras                     | Uhura                   |
| 2017 | Guardians of the Galaxy Vol. 2                         | Guardiões da Galáxia Vol. 2                   | Gamora                  |
| 2017 | Live by Night                                          | A Lei da Noite                                | Graciella Suarez        |
| 2017 | My Little Pony: The Movie                              | My Little Pony: O Filme                       | Capitã Celaeno (voz)    |
| 2017 | I Kill Giants                                          | Caçadora de Gigantes                          | Sra. Mollé              |
| 2018 | Avengers: Infinity War                                 | Vingadores: Guerra Infinita                   | Gamora                  |
| 2019 | Avengers: Endgame                                      | Vingadores: Ultimato                          | Gamora                  |
| 2019 | Missing Link                                           | Link Perdido                                  | Adelina Fortnight (voz) |
| 2022 | Avatar: The Way of Water                               | Avatar: O Caminho da Água                     | Neytiri Nazachema       |
| 2022 | The Adam Project                                       | O Projeto Adam                                | Laura Shane             |
| 2023 | Guardians of the Galaxy Vol. 3                         | Guardiões da Galáxia Vol. 3                   | Gamora                  |
| 2024 | Emilia Pérez                                           | Emilia Pérez                                  | Rita Moro Castro        |
| 2025 | Elio                                                   | Elio                                          | Olga Solis (voz)        |
| 2025 | Avatar: Fire and Ash                                   |                                               | Neytiri Nazachema       |